# Acartauchenius monoceros
Acartauchenius monoceros är en spindelart som först beskrevs av Andrei V. Tanasevitch 1989.  Acartauchenius monoceros ingår i släktet Acartauchenius och familjen täckvävarspindlar.
Artens utbredningsområde är Uzbekistan. Inga underarter finns listade i Catalogue of Life.